# Nele Pollatschek

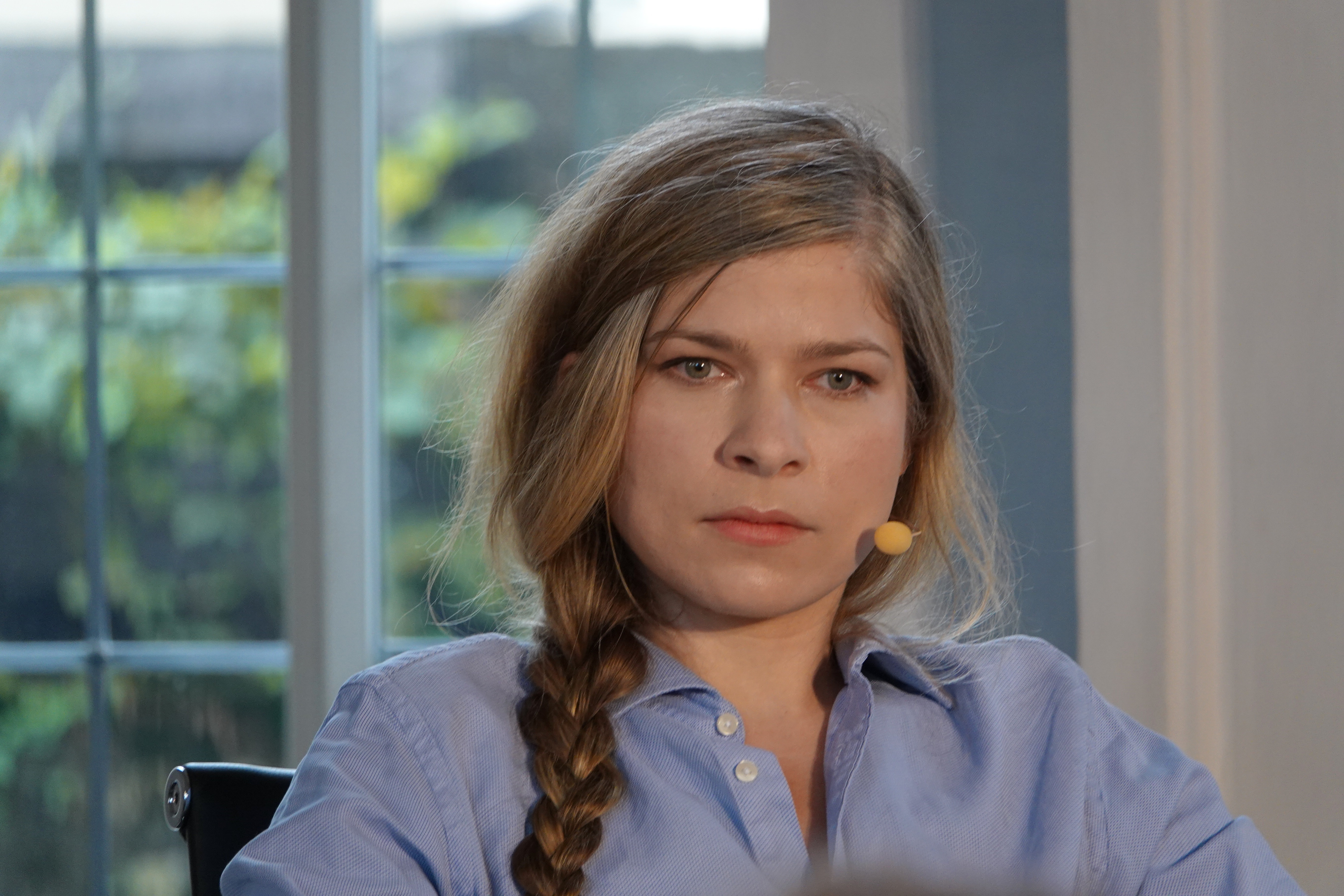
Nele Pollatschek (2023)

Nele Rahel Pollatschek (* 15. März 1988 in Ost-Berlin) ist eine deutsche Schriftstellerin, Publizistin und Journalistin.

## Leben
Nele Pollatschek studierte von 2008 bis 2012 Englische Literatur und Philosophie an den Universitäten Heidelberg und Cambridge, bevor sie für ihr Masterstudium in Englischer Literatur 2012 an die Universität Oxford wechselte. Ab 2013 arbeitete sie dort an ihrer Dissertation, die sich mit der Theodizeefrage im viktorianischen Roman beschäftigt, die  Promotion war 2018. Sie wurde vom jüdischen Ernst Ludwig Ehrlich Studienwerk gefördert.
Während ihres Promotionsprojekts veröffentlichte sie ihren Debütroman Das Unglück anderer Leute, der 2017 mit dem Friedrich-Hölderlin-Förderpreis der Stadt Bad Homburg und 2019 mit dem Grimmelshausen-Förderpreis ausgezeichnet wurde. Im Jahre 2020 erschien Dear Oxbridge: Liebesbrief an England, in dem sie ihre Erfahrungen an den Universitäten Oxford und Cambridge beschreibt. 
Von Sommer 2019 bis Frühjahr 2020 moderierte sie die wöchentliche Hörfunkglosse Pollatscheks Kanon: Weltliteratur zum Mitreden bei hr2-kultur.
Im Mai 2021 wurde sie für die Dauer eines Monats als Stadtschreiberin in Ansbach ausgezeichnet. Sie schrieb für das Feuilleton der Süddeutschen Zeitung und hat im Oktober 2024 zur Wochenzeitung Die Zeit gewechselt.
Nele Pollatschek ist Jüdin. Einige Angehörige ihrer Familie wurden im Holocaust von den Nationalsozialisten ermordet.

## Selbstbezeichnung im generischen Maskulinum

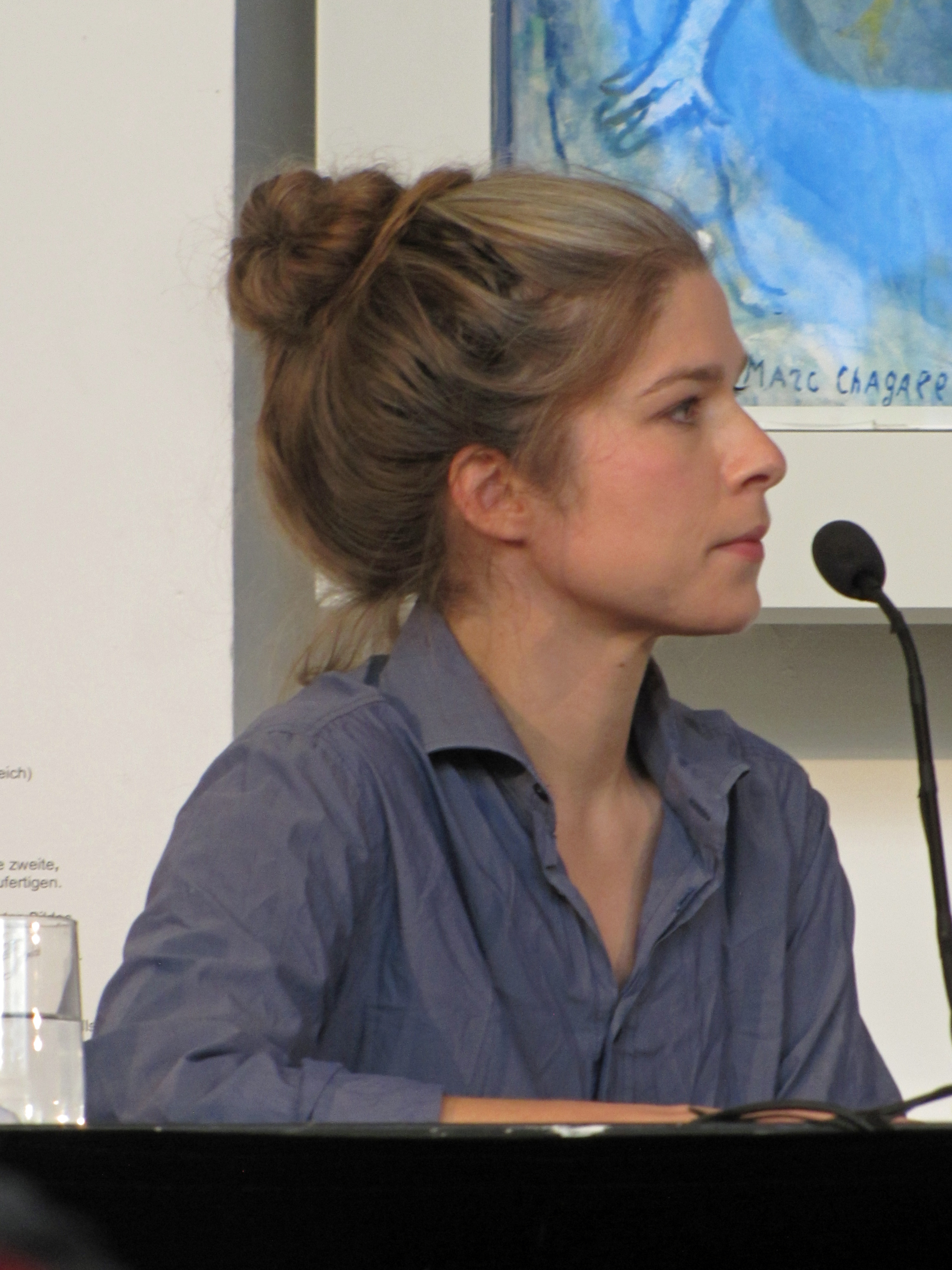
Nele Pollatschek bei den 50. Römerberggesprächen am 6. November 2021 zur Gender-Debatte

Im August 2020 veröffentlichte Pollatschek im Tagesspiegel den Artikel Deutschland ist besessen von Genitalien – Gendern macht die Diskriminierung nur noch schlimmer, der auf dem Kapitel They: Gendern auf Englisch in ihrem im gleichen Jahr veröffentlichten Buch Dear Oxbridge basiert. Darin wendet sie sich gegen eine unnötige „Sichtbarmachung“ von Geschlechtlichem in einer gendergerechten Sprache: „Wenn wir im Deutschen gendern, dann sagen wir damit: Diese Information ist so wichtig, dass sie immer mitgesagt werden muss. Und wir sagen: Nur diese Information muss immer mitgesagt werden.“ Dagegen blieben Persönlichkeitsmerkmale wie Religion oder Hautfarbe sprachlich unberücksichtigt, würden also von der geschlechtergerechten Sprachpraxis „diskriminiert“. Pollatschek bevorzugt für sich die generische Maskulinform „Schriftsteller“, bei der kein natürliches Geschlecht (Sexus) sichtbar wäre; durch die weibliche Berufsbezeichnung „Schriftstellerin“ fühlt sie sich auf ihr Geschlecht reduziert: „Wer aus meinem ‚Schriftsteller‘ ein ‚Schriftstellerin‘ macht, kann auch gleich ‚Vagina!‘ rufen.“

## Auszeichnungen
- 2017: Friedrich-Hölderlin-Förderpreis der Stadt Bad Homburg für: Das Unglück anderer Leute[11]
- 2019: Grimmelshausen-Förderpreis für: Das Unglück anderer Leute[12]
- 2021: Stadtschreiberin in Ansbach[5]
- 2022: Deutscher Reporter:innenpreis[7]
- 2024: Förderpreis Komische Literatur der Stiftung Brückner-Kühner, Kassel[13]
- 2024: Kulturjournalistin des Jahres[7][14]

## Werke
- Writing against theodicy. Evil, secular ethics, and Victorian realism with particular reference to J.A. Froude, A.H. Clough, and George Eliot. University of Oxford, Oxford 2018 (englisch, Dissertation; D.Phil. University of Oxford 2019 Humanities Division Faculty of English Language and Literature Somerville College; Manuskript, 265 Seiten, Bodleian Library, Oxford).
- Das Unglück anderer Leute. Galiani, Berlin/Köln 2016, ISBN 978-3-86971-137-9.
- Dear Oxbridge: Liebesbrief an England. Galiani, Berlin/Köln 2020, ISBN 978-3-86971-203-1.
- Kleine Probleme. Galiani, Berlin/Köln 2023, ISBN 978-3-86971-240-6.